# Островская (Вельский район)
Островская — нежилая деревня в Вельском районе Архангельской области. Относится к муниципальному образованию «Ракуло-Кокшеньгское».

## География
Деревня расположена в 52 километрах по автомобильной дороге "Коноша-Вельск-Шангалы" на восток от Вельска на правом берегу реки Кокшеньга (приток Устьи). Ближайшие населённые пункты: на юго-западе деревня Локотская.
Часовой пояс
Островская, как и вся Архангельская область, находится в часовой зоне МСК (московское время). Смещение применяемого времени относительно UTC составляет +3:00.

## Население
| 2002 | 2010 | 2012 | 2014 |
| ---- | ---- | ---- | ---- |
| 3    | ↘0   | →0   | →0   |

## История
Указана в «Списке населённых мест по сведениям 1859 года» в составе Вельского уезда Вологодской губернии под номером «2456» как «Островская(Плесо)». Насчитывала 4 двора, 10 жителей мужского пола и 13 женского.
В материалах оценочно-статистического исследования земель Вельского уезда упомянуто, что в 1900 году в административном отношении деревня входила в состав Ракуло-Кокшеньгского сельского общества Устьвельской волости. На момент переписи в селении Островское(Плесо) находилось 6 хозяйств, в которых проживало 17 жителей мужского пола и 27 женского.